# Karandash
Mijaíl Nikoláievich Rumiántsev (en ruso: Михаи́л Никола́евич Румя́нцев), conocido como Karandash (Каранда́ш, lápiz) (Petrogrado, 10 de diciembre de 1901-Moscú, 31 de marzo de 1983) fue un payaso ruso y uno de los más conocidos de la Unión Soviética. Fue mentor de los también payasos Oleg Popov y Yuri Nikulin.
Tras su larga trayectoria le fue concedido el título de Artista del Pueblo.

## Trayectoria
Sus inicios fueron como imitador del actor Charlie Chaplin hasta que tiempo después presentó una imagen renovada e iba acompañado en sus números con su perro de raza terrier escocés. Su popularidad le llevó a ofrecer giras por el país e incluso visitar casas.
Otro de sus espectáculos procede de los tiempos de la Segunda Guerra Mundial donde satirizaba a los soldados nazis.
En 1960 inició una gira por América del Sur con la compañía del Circo Bulevar Tsvetnoi.
Estuvo trabajando durante 55 años hasta dos semanas antes de su fallecimiento. Como homenaje le pusieron su nombre a un colegio circense.